# Plankton

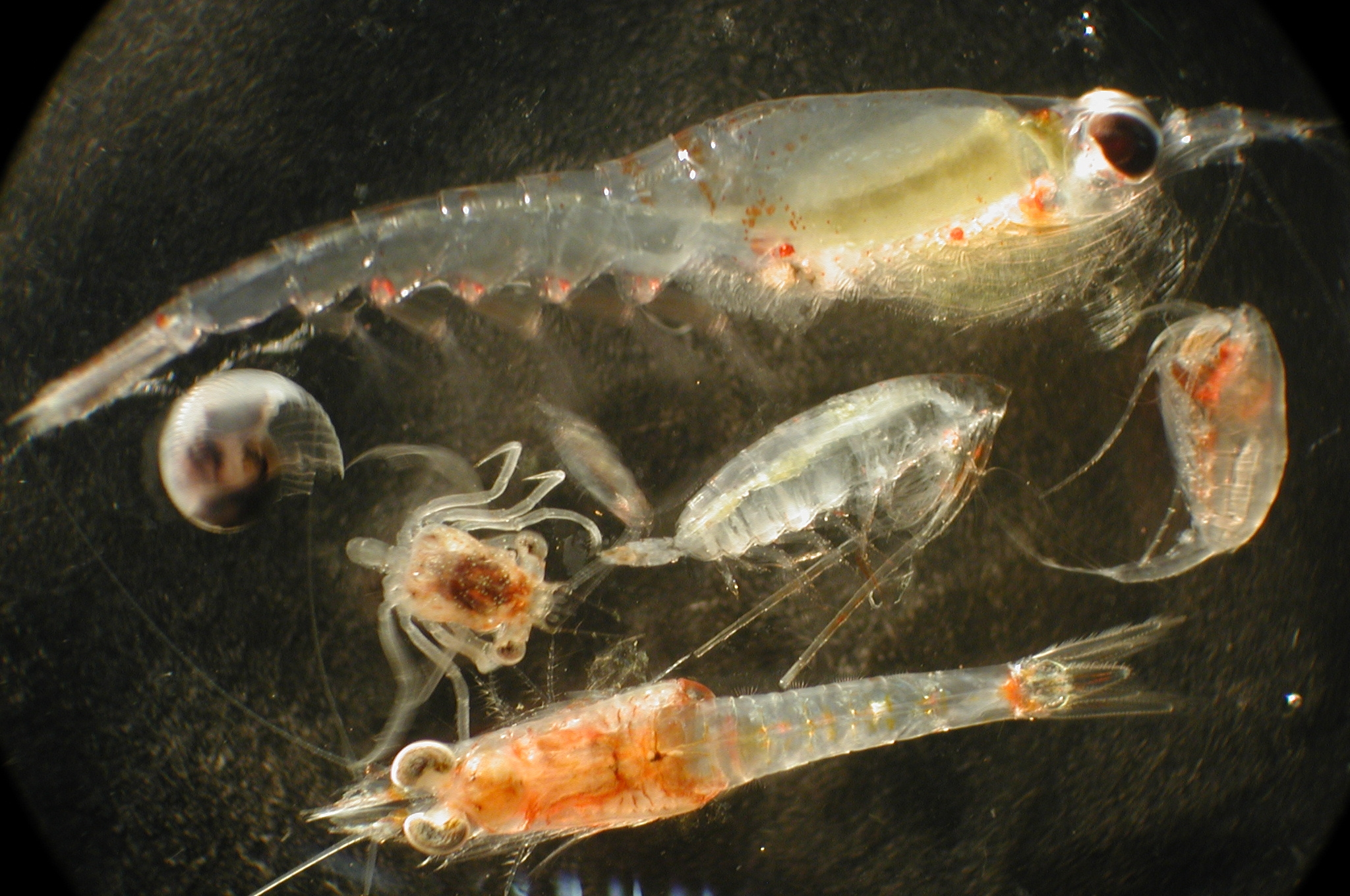
Planktonszervezetek

A plankton vízben lebegő parányi élőlények életközössége. Növényi és állati, egy- és többsejtű szervezetek egyaránt találhatók benne. Közös jellemzőjük, hogy nem, vagy csak korlátozott mértékben képesek aktív helyváltoztatásra, mozgásuk döntően az áramlatok függvénye.  
A planktonikus élőlényekkel szemben a nektonikus élőlények azok, amik irányítani tudják a mozgásukat, és képesek a környező áramlásokkal szemben is úszni (pl.: halak, magasabb rendű rákok, vízi emlősök, egyes puhatestűek).
A planktonon belül a holoplanktonba azok az organizmusok tartoznak, amelyek életük egész időszakát planktonközösség részeként töltik (például a legtöbb alga, medúza és alsóbbrendű rákok: ágascsápú és evezőlábú rákok). A meroplankton azon élőlények csoportja, amelyek életük csak egy részében planktonikusak (általában a lárva részben), majd az egyedfejlődésük során képesek lesznek az önálló helyváltoztatásra és vagy a bentosz, vagy a nekton életközösség részévé válnak. A meroplankton tagjai a puhatestűek legtöbb faja és a legtöbb hal. A planktonbőség és planktoneloszlás erősen függ az olyan tényezőktől, mint a környező tápanyagok koncentrációja, a víz áramlása és a megvilágítottság mértéke.
A plankton szó a görög πλαγκτον szóból ered, jelentése ’vándorló’, ’sodródó’. 

## Csoportosítás
A planktont általában a következő típusokba sorolják:
- Fitoplankton (a görög phyton, azaz növény szóból): a vízfelszín közelében élnek, ahol elég fény segíti a fotoszintézist. A fontosabb csoportjai a kovamoszatok (Diatomeae), cianobaktériumok és a zöld algák (Chlorococcales)
- Zooplankton (a görög zoon, vagyis állat szóból): kis egysejtű állatok és többsejtűek (például a különféle tengeri állatok, halak, meszeshéjú állatok, alsóbbrendű rákok (Crustacae) és gyűrűsférgek petéi és lárvái). A többi planktonnal táplálkoznak.
- Bakterioplankton: baktériumok és archeák, amelyek fontos szerepet játszanak a szerves anyagok lebontásában, mélyen a vízoszlop alján. (Sok fitoplanktonnak is ez a szerepe.)

### Méret szerinti csoportok
A planktonikus élőlények méret szerinti csoportosítása:
| Csoport neve  | Mérettartomány  |               | |
| Megaplankton  | > 2·10−2 m      | (> 20 mm)     | medúzák; bordásmedúzák; bizonyos előgerinchúrosok; fejlábúak |
| Makroplankton | 2·10−3→2·10−2 m | (2–20 mm)     | pteropodák vagy tengeri pillangók; nyílférgek; krillek; medúzák; bordásmedúzák; bizonyos előgerinchúrosok); fejlábúak                                                                    |
| Mezoplankton  | 2·10−4→2·10−3 m | (0,2 mm-2 mm) | metazoák; például evezőlábú rákok; medúzák; ágascsápú rákok; kagylósrákok; nyílférgek; pteropodák; előgerinchúrosok; Heteropoda                                                          |
| Mikroplankton | 2·10−5→2·10−4 m | (20-200 µm)   | nagy eukarióta protiszták; legtöbb fitoplankton; kovamoszatok; Protozoa (likacsosházúak); csillósok; kerekesférgek; metazoa ivadékok - ágascsápú rákok (evezőlábú rákok nauplius lárvái) |
| Nanoplankton  | 2·10−6→2·10−5 m | (2-20 µm)     | kicsi eukarióta protiszták; kicsi kovamoszatok; kicsi ostorosok; páncélos ostorosok; sárgamoszatok; zöldmoszatok; sárgászöld moszatok                                                    |
| Pikoplankton  | 2·10−7→2·10−6 m | (0,2-2 µm)    | kicsi eukarióta protiszták; baktériumok; sárgamoszatok |
| Femtoplankton | < 2·10−7 m      | (< 0,2 µm)    | tengeri vírusok |